# 5150
5150（五千百五十、ごせんひゃくごじゅう）は自然数、また整数において、5149の次で5151の前の数である。

## 性質
- 5150は合成数であり、約数は1, 2, 5, 10, 25, 50, 103, 206, 515, 1030, 2575, 5150である。
  - 約数の和は9672。
- 5150 = 2 × 52 × 103
  - 3つの異なる素因数の積で p 2 × q × r の形で表せる479番目の数である。1つ前は5140、次は5172。(オンライン整数列大辞典の数列 A085987)
- 各位の和が11になる281番目の数である。1つ前は5141、次は5204。

## その他 5150 に関連すること
- 5150は、ヴァン・ヘイレンが1986年に発表したアルバム。
- 2016年にリリースされたTHE ORAL CIGARETTESのシングル。